# 65489 Ceto
65489 Ceto é um corpo menor do sistema solar binário. Ele possui uma magnitude absoluta de 6,4 e tem um diâmetro estimado com cerca de 199. O sistema Ceto é considerado o segundo centauro binário conhecido, usando uma definição alargada como um centauro sendo um objeto em uma órbita não-ressonante (instável) com o periélio dentro da órbita de Netuno. Ele veio ao periélio em 1989.
Mike Brown lista esse objeto em seu site como um possível planeta anão com um diâmetro medido de 284 quilômetros. Outros centauros com diâmetros medidos listados como possíveis planetas anões incluem 10199 Cáriclo e 2060 Quíron.

## Descoberta
65489 Ceto foi descoberto no dia 22 de março de 2003 pelos astrônomos C. A. Trujillo e M. Brown usando o Observatório Palomar. O mesmo foi identificado como um objeto binário no dia 11 de abril de 2006 por K. Noll, H. Levison, W. Grundy e D. Stephens  usando o Telescópio Espacial Hubble.

## Nome
Este corpo celeste recebeu o nome da deusa do mar da mitologia grega, Ceto, filha de Ponto, Titã do Mar e de Gaia, a Mãe Terra. Após ser identificado como objeto binário, o seu companheiro recebeu o nome de Fórcis, também filho de Ponto e irmão de Ceto, que casou-se com a sua própria irmã Ceto.

## Características físicas
Ceto é um exemplo de um sistema binário transnetuniano (TNO) em que os componentes são de tamanho similar. Observações combinado com o infravermelho do Telescópio Espacial Spitzer e o telescópio Hubble permitiu que o diâmetro do própria Ceto fosse estimado em 174+16
−18 km e o diâmetro de Fórcis com 132+6
−14 Km, assumindo igual albedo de ambos os componentes.
A natureza binária de Ceto permite o cálculo direto do sistema de massa, permitindo estimar as massas dos componentes e proporcionando restrições adicionais na sua composição. A estimativa da densidade de Ceto é 1.37+0.66
−0.32 g/cm3, significativamente menor do que a dos grandes TNOs (Haumea: 3,0 g/cm3, Éris: 2,26, Plutão: 2,03, Caronte: 1,65), mas significativamente mais do que a de TNOs menores (por exemplo, 0,7 g/cm3 para (26308) 1998 SM165). Fórcis tem uma massa de cerca de 1.67×1018. A menos que os corpos são porosos, a densidade é consistente com a composição rocha-gelo, com conteúdo de rocha em torno de 50%.
Tem sido sugerido que as forças gravitacionais, juntamente com outras potenciais fontes de calor pode ter elevado a temperatura suficiente para cristalizar amorfo gelo e reduzir o espaço vazio no interior do objeto. As mesmas forças de maré podia ser responsável pelas órbitas quase-circular dos componentes de Ceto.

## Características orbitais
A órbita de 54598 Bienor tem uma excentricidade de 0,8216 e possui um semieixo maior de 99,86 UA. O seu periélio leva o mesmo a uma distância de 17,829 UA em relação ao Sol e seu afélio a 181,90 UA.